# 田中めい
田中 めい（たなか めい、1997年3月11日 - ）は、日本のモデル、女性タレント、アイドル、レースクイーン。埼玉県出身。フリーランス。元アーティストハウス・ピラミッド所属。

## 来歴 人物
- 2017年10月27日、ファーストDVD「田中めい めいめい」発売。
- 2018年3月、「エヴァンゲリオンレーシングレースクイーン2018」の真希波・マリ・イラストリアス役に選ばれた[2]。

- 2019年
  - 3月、「エヴァンゲリオンレーシングレースクイーン2019」の真希波・マリ・イラストリアス役に選ばれた[3]。
  - 9月4日、体調不良のため、今後の活動を休止することを発表[4]。
- 2025年
  - 1月、フリーランスのフレッシュ専属モデルとして復帰[5]。

## 出演

### バラエティ
- GACKTプロデュース!POKER×POKER（2019年1月 - 、AbemaTV） - ディーラー
- 鎧美女（2019年1月28日、フジテレビONE）

### レースクイーン
- エヴァンゲリオンレーシングレースクイーン2018 - 真希波・マリ・イラストリアス 役
- エヴァンゲリオンレーシングレースクイーン2019 - 真希波・マリ・イラストリアス 役

## 作品

### 雑誌
- 月刊キスカ（2019年2月号、竹書房）

### DVD
- めいめい（2017年10月27日、グラッソ）
- スレンダーラブ（2018年2月23日、竹書房）
- めいちゃんラブ（2018年12月21日、竹書房）[6][7]
- エンジェルキッス（2019年3月20日、ラインコミュニケーションズ）